# 好里堡站
好里堡站是位于内蒙古自治区根河市好里堡镇的一个铁路车站，邮政编码22356。车站建于1956年，有牙林铁路经过该站，现仅办理货运，不办理客运业务。车站距离牙克石257公里，隶属哈尔滨铁路局，是四等站。